# George Robert Waterhouse
George Robert Waterhouse, född den 6 mars 1810 i Somers Town, London, död den 21 januari 1888 i Putney, Surrey, England, var en brittisk zoolog och forskare. Han var väktare vid institutionen för geologi och senare intendent för Zoological Society of Londons museum.

## Biografi
Waterhouse var son till James Edward Waterhouse och Mary Newman. Hans far var advokat och amatörentomolog. Han var bror till Frederick George Waterhouse, som också blev zoolog. Han gick i skolan i Koekelberg, nära Bryssel, men återvände till England 1824 och arbetade som lärling hos en arkitekt. En del av arbetet var att utforma Charles Knights trädgård i Vale of Health, Hampstead och utsmyckningen för St. Dunstans kyrka.
Waterhouse var gift med Elizabeth Ann, dotter till musikern G. L. J. Griesbach av Windsor, den 21 december 1834. Han avled i Putney den 21 januari 1888. 

## Vetenskapligt arbete

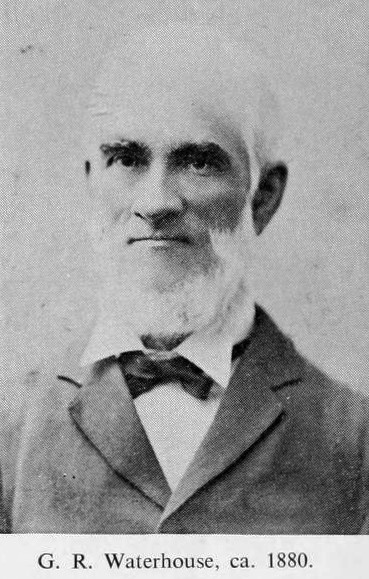
Porträtt ca 1880.

Waterhouse blev intresserad av entomologi genom sin far och han grundade 1833 Entomological Society of London tillsammans med Frederick William Hope med sig själv som hederskurator. Han var dess president 1849–1850 och skrev artiklar för Knight's Penny Cyclopædia. Royal Institution i Liverpool utnämnde honom till intendent för dess museum 1835 men bytte detta uppdrag 1836 mot en tjänst som intendent vid Zoological Society of London. Hans tidiga arbete var att katalogisera däggdjuren på museet och även om han slutförde arbetet nästa år publicerades det inte eftersom han inte hade följt den tidens numreringssystem.
Waterhouse var inbjuden att följa med Charles Darwin på Beagles resa men han avböjde det. Vid Darwins återkomst anförtroddes dennes samlingar av däggdjur och skalbaggar till honom. I november 1843 blev han assistent vid den mineralogiska avdelningen på British Museum of Natural History och efter Charles Konigs död 1851 blev han keeper, en position han hade fram till sin pensionering 1880.
Waterhouse var författare till A natural history of the Mammalia (1846-48). Arbetet påbörjades 1844 men gick långsamt eftersom den ursprungliga franske förläggaren M. Hippolyte Baillière inte kunde ta upp det. De två volymerna täckte pungdjur och gnagare. Det berömda exemplaret av Archaeopteryx förvärvades när han var intendent. Bland de många arter han beskrev finns myrpungdjur (Myrmecobius fasciatus), och den syriska eller gyllene hamstern (Mesocricetus auratus). Han assisterade också Louis Agassiz med dennes Nomenclator Zoologicus (1842).